# إبراهيم خضرة
إبراهيم خضرة (من موَاليد 3 مايو/أيّار عام 1981 في قطاع غزة) هو صحفيّ فلسطيني يعملُ حاليًا كمراسلٍ لقناة بي إن سبورتس في المملكة المتحدة حيثُ يقومُ بتغطيّة آخر أخبار الدوري الإنجليزي الممتاز. قبل التحاقهِ بشبكة بي إن الإعلاميّة؛ خاضَ إبراهيم عددًا من التجارب معَ قنوات عالميّة أخرى وعلى رأسها بي بي سي.

## الحياة المُبكّرة والتعليم
وُلد إبراهيم خضرة صباح يوم الثالث من مايو/ أيار عام 1981 في قطاع غزة بفلسطين وتعودُ أصوله لمدينة عسقلان الواقعة شمال قطاع غزة والتي لجأَ أجداده منها إلى القطاع عقبَ حرب 1948. لقد كبرَ وترعرع إبراهيم في غزّة وواكبَ عددًا من الحروب التي شنّها الاحتلال الإسرائيلي على القِطاع وعلى الرغمِ من ذلك فقد أكملَ دراسته الابتدائية والثانويّة ثم الجامعية في جامعة الأزهر في غزة وحصلَ منها على شهادة الكالوريوس في علوم الحاسوب.
بالتوازي مع دراستهِ؛ كانَ إبراهيم لاعبًا مع نادي غزة الرياضي للناشئين وتدرّج معهُ حتى وصل للفريق الأول قبلَ أن ينتقل للدفاع عن ألوان نادي مسجد العباس الذي تألّق معهُ بشكلٍ ملحوظ لكنّ مسيرته الكرويّة توقفت بعدما غادرَ فلسطين صوب دول القارة الأوروبية للبحثِ عن فرص حياةٍ أفضل.

## المسيرة المهنيّة
بدأ إبراهيم خضرة مسيرتهُ المهنيّة مُبكرًا حيثُ ظهرَ في البداية على شاشة محطة تلفزيون فلسطين كمراسل ومقدم فقرات منوعة في برامج اجتماعية كان هدفها الاهتمام بقضايا الشباب الجامعي. حصل فيما بعد على تأشيرة للسفر مكّنته من الاتجاه صوبَ موسكو للعمل مع قناة روسيا اليوم التي كانت قد أعلنت عن انطلاقتها قبل وقتٍ قصير. نجحَ إبراهيم معَ القناة الروسيّة حيثُ قدّم سلسلة تقارير إخبارية من فكرتهِ والتي تحدث فيها عن حياة العرب والمسلمين في روسيا الاتحادية. يومًا بعد يوم؛ تمكّن خضرة من فرضِ نفسه ما دفعَ بالقناة إلى ترقيتهِ وجعلتهُ كمقدم رئيسي للأخبار فضلًا عن قيامهِ بعددٍ من اللقاءات والحوارات الصحفيّة وعلى رأسها لقاءٌ خاص مع الرئيس اليمني آنذاك علي عبد الله صالح في صنعاء كما غطّى إبراهيم موضوع القرصنة البحرية قبالة السواحل الصومالية، وسلسلة تقارير أخرى تعكس الحياة السياسية والثقافية والاجتماعية في دولة اليمن.
سافرَ إبراهيم إلى لندن في وقتٍ لاحقٍ للعمل مع شبكة بي بي سي العريقة وبدأَ فيها عملهُ الرسمي من خلالِ إعدادٍ تقريرٍ حول ما عُرف حينها بـ «نداء غزة» لجمعِ التبرعات لصالحِ الشعب الفلسطيني في القطاع. خِلال وجوده في المملكة المتحدة وبالتزامنِ مع عمله في محطّة بي بي سي؛ التحق إبراهيم خضرة بكلية للعلوم الإنسانية للتخصص أكثر في المجال السياسي ثم درسَ فيما بعد في كلية خاصة باللغات لتعلم لغات جديدة إلى جانب العربيّة لغته الأم والإنجليزية وكذَا الروسية.
انضمَ إبراهيم في وقتٍ لاحقٍ إلى قناة الجزيرة الرياضيّة بمسمّاها القديم وبدأَ عملهُ فيها كمحرر أخبار وبرامج. ظلّ مع القناة التي طوّرت من نفسها فيما بعد فغيّرت اسمها إلى شبكة بي إن الإعلاميّة ونجحت في الحصول على عقودٍ جديدة لدوريات أوروبية كُبرى على رأسها الدوري الإنجليزي الممتاز فعيّنت إبراهيم كمراسلٍ للقناة هناك ليُصبح الصحفي الفلسطيني أحد أبرز مراسلي الشبكة في المملكة المتحدة. يعملُ خضرة الآن على تغطيّة كل الأخبار المتعلقة بالدوري الممتاز بما في ذلك التغطيات الحصريّة والمُباشرة للمباريات وخاصّة الكبيرة منها بالإضافة إلى باقي أخبار الانتقالات والتعاقدات وغيرها. عملُ خضرة في القناة لم يقتصر على مباريات الدوري الإنجليزي بل تعداهُ إلى باقي المنافسات والمسابقات العالميّة حيثُ يُشارك إبراهيم بشكلٍ دوريّ في تغطيتها بما في ذلك كأس العالم 2014 في البرازيل وكذا كأس العالم 2018 في روسيا وباقي المُسابقات القاريّة بمُختلف أنواعها.